# Espíritu capitalista
El espíritu capitalista es un concepto de Max Weber para denominar un nuevo estilo de vida sujeto a ciertas normas, sometido a una ética determinada. El espíritu capitalista hace que el espíritu comercial atrevido y de inclinación personal de indiferencia ética ya existente, adquiera en este el carácter de una máxima de conducta de matiz ético. El capitalismo debería considerarse precisamente como el freno o, por lo menos, como la moderación racional de un impulso irracional lucrativo existente. Ciertamente, el capitalismo se identifica con la aspiración a la ganancia lograda con el trabajo capitalista incesante y racional, la ganancia siempre renovada, a la rentabilidad. 

## Historia
Para el 1850, el capitalismo solo existía en Inglaterra y en Francia. Solo el 10 por ciento de la población mundial trabajaba en el marco de producción. Pero a finales del siglo XIX, el sistema se hizo mundial. En todas partes el desarrollo del capitalismo perturbaba las sociedades tradicionales haciendo que la masa obrera y empleada aumentara, como contrapartida, siguiendo el ritmo del desarrollo capitalista. 
Si bien el capitalismo se presenta allí donde se realiza "la satisfacción de necesidades de un grupo humano, con carácter lucrativo y por medio de empresas", Weber considera que "la satisfacción de las necesidades cotidianas basada en técnicas capitalistas solo es peculiar de Occidente". 
En la argumentación weberiana, la religión cobra su máxima importancia en cuanto que constituye un elemento sancionador de impulsos irracionales no sometidos a regla alguna. En qué medida, entonces, el calvinismo y el puritanismo coadyuvaron al nacimiento del moderno capitalismo europeo? Pues en la medida en que la idea de predestinación  -que es central en estas confesiones religiosas- hizo que la organización racional del trabajo fuera vista como un orden que había que instaurar en la Tierra, como una misión sagrada que había que cumplir; en la medida en que su ascetismo característico se opuso al goce despreocupado de la riqueza e instó a romper las cadenas del afán de lucro..., que no solo lo legalizaba, sino que lo consideraba como precepto divino. el ascetismo laico del protestantismo sancionó éticamente el trabajo incesante como medio ascético superior. Y al hacerlo así, constituyó la más poderosa palanca de expansión de la concepción de la vida que hemos llamado "espíritu del capitalismo". Weber, en principio, no rechazaba de plano el materialismo histórico. La consideración marxiana de que la Iglesia ha desarrollado siempre una función legitimadora del poder fue corroborada por él mismo al sostener que la Iglesia luterana había estado íntimamente conectada a la formación y evolución del Estado prusiano. En cambio lo que Weber nunca aceptó fue que la religión, como componente esencial de la ideología de una sociedad, formara parte de una superestructura susceptible de ser explicada desde las bases económicas de esa misma sociedad. Lo "ideológico" tenía para Weber una autonomía suficiente como para producir transformaciones de la estructura social, más allá de la economía y de la lucha de clases (es decir, de lo que el marxismo siempre había considerado como el motor de la Historia).

## Economía y sociedad
La economía es parte fundamental de la sociedad contemporánea, además de ser una institución, contribuye también a lo administrativo, educativo, ético, legal, en si, una superestructura social. Es considerada la economía base o rama de las demás características de un pueblo. Weber fue uno de los grandes sociologistas en explorar la relación entre la economía y la sociedad. Comienza a establecer esta relación desde el ámbito religioso en su trabajo La ética protestante y el espíritu del capitalismo. Desarrolla una teoría sobre como la ética protestante favoreció el comienzo del capitalismo y su posterior funcionamiento. El protestantismo no buscaba las riquezas o gozar de los bienes así mismo como el sobreconsumo, el gastar inútilmente sino invertir en fines productivos llevándonos así al ahorro, lo que entonces como parte de una empresa sería capital. Weber considera esta ideología del ascética como la mayor aportación para el desarrollo y propagación de este concepto, considerado entonces "Espíritu del Capitalismo".

## Capitalismo
El capitalismo es un sistema económico que se originó en Europa occidental en la época de la industrialización en el que se alcanzó un alto grado de actividad productiva, que se caracterizó por la inversión masiva del capital poseído y el trabajo de la mano de obra asalariada.
El concepto de capitalismo fue y es objeto de debates y desigualdades sobre su significado, orígenes y evolución. Algunos consideran que el capitalismo ha existido siempre, por identificarlo como el comportamiento humano, o cualquier tipo de práctica económica basada en la inversión de riqueza para producir más.
El término, posterior al capital y capitalista, comenzó a utilizarse a mediados del siglo XIX, para indicar el sistema contemporáneo de producción económica.
El precapitalismo es trabajo que se realiza para cubrir las necesidades de la vida sin el deseo de tener la acumulación de un capital. El origen del capitalismo según Sombart surge de la “satisfacción de las necesidades” y el “lucro”.
La concepción de Weber del espíritu capitalista fue influyente en especial por identificar en la influencia de la ética calvinista el carácter racional que tiende a estar en la vida económica desde el siglo XVI y es el componente esencial del capitalismo.

## El capitalismo moderno
Según Weber el capitalismo moderno no debe ser confundido con el capitalismo aventurero que está registrado en otras partes del planeta como por ejemplo en el Oriente y en otras etapas históricas antes de la modernidad. El capitalismo moderno del que se habla es del europeo-occidental y del americano únicamente ya que se caracterizaban por poseer "ethos" (ética, modo o forma de vida adquirido por el hábito)y un carácter de empresa productiva, racional y eficiente, frente a la búsqueda del beneficio, a costa de la expoliación y el saqueo, que distinguía al capitalista aventurero de la Antigüedad. El capitalismo existe en lugares donde se realice la satisfacción de necesidades de un grupo de personas ya sea con carácter lucrativo y por medio de empresas. Por lo tanto cualquiera que sea la necesidad en la que se trate se dice que una explotación capitalista es aquella explotación con carácter de capital, es decir, la empresa de carácter lucrativo que controla su rentabilidad por medio de la contabilidad moderna estableciendo un balance. Sin embargo, una economía individual puede orientarse de forma distinta en el aspecto capitalista. La gran mayoría de la satisfacción de sus necesidades puede ser capitalista pero también está la otra no capitalista la cual es de organización artesana. Hoy día, en contraposición a los tiempos pasados, mientras las necesidades cotidianas se hallan cubiertas por métodos capitalistas, (las políticas), en cambio, lo son mediante el cumplimiento de los deberes ciudadanos como por ejemplo los deberes militares, obligaciones de los jurados, etc. Sin embargo, solo se dice que toda una época es capitalista cuando la satisfacción de necesidades se halla orientada de tal modo que, si se llegara a eliminar esta clase de organización, queda en suspenso la satisfacción de las necesidades. En los diversos períodos de la historia, el capitalismo se presenta en forma distinta, pero la satisfacción de las necesidades cotidianas basada en técnicas capitalistas solo es peculiar de Occidente(del que habla Weber), y aun en los países del mismo resulta cosa natural desde la segunda mitad del siglo XIX. 
A base de todo lo establecido anteriormente, se entiende por capitalismo moderno un esfuerzo deliberado para obtener una ganancia que haya sido base de una inversión y expansión continua calculada. Todo esto se basa en la relación con el hombre, el dinero y el trabajo los cuales deben de ser presentados con el contexto de la modernidad. El tiempo es dinero porque al trabajar la persona invierte tiempo para lograr obtener ganancia del trabajo y si no ha trabajado su jornada completa se dice que ha gastado su dinero. Significa que lo está malgastando porque el dinero es provechoso y si se engendra se obtiene un buen producto. En adición, Weber advierte que el origen del capitalismo se basaba en el surgimiento de un nuevo tipo de normas y valores a las que llamó “la ética protestante”. Observó que el capitalismo moderno surgió primero en países protestantes, como Inglaterra y los Países Bajos. Teniendo en cuenta que el protestante es aquella persona estimulada a trabajar duramente y a practicar la austeridad para mayor gloria de Dios. Sin embargo su análisis se concentra en el calvinismo debido a que la doctrina de la predestinación alienta al creyente a buscar signos de su elección, entre los cuales se destaca el éxito en el trabajo contradiciendo así el análisis marxista. Por tal motivo, el trabajo en el mundo material goza para el calvinista de la más alta valoración ética positiva. La posesión de riqueza no releva de ningún modo al hombre del precepto divino de afanarse en el trabajo de su profesión. La acumulación de riquezas se condena moralmente sobre la medida en que incita al lujo y a la pereza. Los orígenes del espíritu capitalista deben buscarse en aquella ética religiosa que se desarrolló de la forma más precisa en el calvinismo.
Weber establece la ética protestante como una exploración preliminar de un conjunto de temas muy complejos; e insiste en que el alcance de su aplicación es modesto y restringido. El principal logro de la obra, según Weber, consiste en mostrar que la instrumentalidad moral del espíritu del capitalismo es un como un retoño inesperado de la ética religiosa de Calvino y de un modo más general, del concepto de profesión-vocación en el mundo, concepto por medio del cual el protestantismo rompió con el ideal monástico del catolicismo. Weber expone un documento de Benjamín Franklin que resume características del “espíritu”, resume los principios de esa ética o ethos del capitalismo moderno, que viene a decir que la moralidad es útil porque proporciona crédito y éstas con virtudes que benefician solo al individuo. Esto es un fin vital, el expresar la virtud en el trabajo. Defiende que la mentalidad profesional es el fruto de un proceso educativo, ni se nace con ella ni se induce con salarios. El hombre no existe para el negocio, sino que el negocio existe para el hombre. El “espíritu” rechaza el reconocimiento social, de la importancia a lo cualitativo y no lo cuantitativo.

## Tradicionalismo
El primer obstáculo que el espíritu capitalista tuvo que afrontar para imponerse como forma de vida fue la conducta tradicional de trabajar para la suficiencia, que es ganar lo necesario para seguir viviendo, a la que Weber llama tradicionalismo.  Según este autor, la mentalidad tradicional del obrero es que el aumento de salario no incentiva la intensidad del trabajo, más bien la reduce. El obrero se esfuerza doblemente en su trabajo por obtener un aumento,  ya obtenido y fijado no le interesa seguir esforzándose por otro aumento porque esto requeriría más trabajo, pues tiene lo bastante para vivir. "No le importo ganar menos con tal de no trabajar más y no tuvo en cuenta lo que ganaría diariamente si rindiera un máximo posible por su trabajo." Más bien pensó en todo el trabajo que tendría que ejercer para seguir ganando. Entonces entra en la mentalidad de que ya ganó lo suficiente para cubrir los gastos acostumbrados. Esto antes mencionado es lo que se denominó como “tradicionalismo” por “naturaleza”. Que es la aspiración del individuo de continuar su existencia como siempre lo hizo, obteniendo lo necesario para pagar sus gastos y no el ganar más dinero.

## Profesión y Racionalismo
Max Weber usa un procedimiento metodológico para aclarar lo que pretende con su estudio, y dice claramente que la lucha de clases no es característica del capitalismo. La búsqueda de ganancia no es lo principal y no se explota al obrero. Max Weber plantea que el capitalismo se basa en un deber profesional, donde el gusto por el trabajo, el gusto por la profesión es suficiente para el espíritu capitalista. El racionalismo se basa en un sistema de pensamiento donde se demuestra conocimiento y se dan a conocer distintas verdades, algunas innatas y otras por experiencias. Max Weber dice que en el pensamiento y en la acción de los hombres pesan valores, de modo que se deben comprender: la acción racional de acuerdo a fines donde son fundamentales las características racionales; la acción racional de acuerdo a valores donde lo fundamental son los valores sin importar consecuencias; la acción afectiva donde importan los sentimientos, no tanto lo racional; por último la acción tradicional las cuales se realizan de acuerdo a los valores adquiridos por la sociedad y se lleva a cabo un comportamiento social. Comprendiendo estos conceptos se accede a una mejor comprensión del planteo weberiano. Según Max Weber el capitalismo es aquella persona que siente un deber, un sentimiento incuestionable para el trabajo, y aquí es donde la profesión y el racionalismo se llevan de la mano ya que para Weber no necesariamente lo ideológico es siempre consecuencia de lo económico, sino que, más allá de lo económico se racionaliza basándose en creencias, valores, sentimientos, los cuales pueden causar cambios, ya que por medio de la razón se puede cambiar la visión y la manera de sentir del ser humano para así poder cambiar la historia de un individuo y como consecuencia cambiar la historia de una sociedad. Fuera de lo económico, la profesión y el racionalismo miden el prestigio social lo cual se asocia a la idea de honor social y poder social en el capitalismo.   